# Fitra
Fitra (arabiska: فطرة) hänvisar på arabiska till den inre naturen som finns hos alla människor och som inte går att ändra på. I den islamiska dimensionen anses fitra vara en naturlig disposition hos någon att acceptera Guds enhet (monoteism), eller att en person föds med en medfödd förmåga att lära känna Gud. Islamisk psykologi betonar att ingenting kan radera människans fitra, och att det går att återuppliva den för dem som har täckt över den.

I sura 30 i Koranen används ordet fitra i följande kontext:
GE DIG hän med hela din själ, [du som söker sanningen,] åt den rena, ursprungliga tron, den tro som Gud vid skapelsen lade ned som en naturens norm i människan - ingenting kan rubbas i Guds skapelse! Detta är den evigt sanna tron, men de flesta människor vet ingenting [om detta].
Enligt en återberättelse från shiaimamen Jafar al-Sadiq är det som menas med "den tro som Gud vid skapelsen lade ned som en naturens norm i människan" tawhid (monoteism). Han har även sagt att det är islam enligt en återberättelse.

## Återupplivande av fitra
Enligt William Chittick antyder Koranen och hadith att människor har en medfödd förmåga att förstå verkligheten som den är, men att deras omgivning skymmer denna förmåga. Profeternas roll är att påminna (dhikr) människor om den kunskap de redan har, medan människor bara behöver komma ihåg (dhikr) och tänka på den. När de väl minns denna kunskap återgår de till sin medfödda kapacitet, som alltid har varit en del av dem och aldrig riktigt separerat.

### Källhänvisningar
1. ↑  Fernando, Suman (2018-06-25) (på engelska). Global Psychologies: Mental Health and the Global South. Springer. ISBN 978-1-349-95816-0. https://books.google.com/books?id=EgdiDwAAQBAJ&pg=PA140. Läst 28 september 2022
2. ↑  ”Surat Ar-Rum - Läs Koranen på svenska | Heliga Koranen”. heliga-koranen.se. https://heliga-koranen.se/koranen/surat/30/ar-rum/sida/2/. Läst 19 december 2023.
3. ↑  ”جامع الاحادیث”. hadith.inoor.ir. https://hadith.inoor.ir/fa/hadith/409565/translate. Läst 19 december 2023.
4. ↑  ”جامع الاحادیث”. hadith.inoor.ir. https://hadith.inoor.ir/fa/hadith/397331/translate?rownumber=1. Läst 19 december 2023.
5. ↑  Chittick 1998, s. 97–98.